# SN 393
SN 393 fue un evento astronómico, considerado como una probable supernova, observado en el año 393 por astrónomos chinos.

## Historia
Dos fuentes históricas hacen mención de esta supernova: Jin Shu y Song Shu.
Dicho evento astronómico queda recogido en un registro de la época:

Una estrella invitada apareció dentro del asterismo Wěi durante el segundo mes lunar del año 18 del período de reinado de Tai-Yuan, y desapareció durante el noveno mes lunar.
Shen Yue

La parte astronómica del testimonio (que según las costumbres de la época siempre iba acompañada de su interpretación astrológica) permite fecharlo con precisión en el año 393, en el período que se extiende entre el segundo mes lunar —del 27 de febrero al 28 de marzo—, y el noveno mes —del 22 de octubre al 19 de noviembre—. En el caso más desfavorable, la nueva estrella fue visible desde finales de marzo a finales de octubre, es decir más de 200 días. Esto descarta la hipótesis que este evento haya correspondido a un cometa. La distinción entre una nova y una supernova, otra posible explicación, es más difícil de establecer. El testimonio menciona que el acontecimiento se produjo en Wěi, correspondiente a una mansión lunar china situada en la constelación de Scorpius, ubicada en la cola del animal.

## Resto de supernova SN 393
El asterismo de Wei, próximo al centro galáctico, es muy rico en restos de supernova, existiendo dos de ellos, SNR G348.5+00.1 y SNR G348.7+00.3, que reúnen las características requeridas para ser considerados los restos de SN 393. Otra hipótesis, propuesta por Z.R. Wang, es que el remanente sea SNR G347.3-00.5, también denominado RX J1713.7-3946.
Medidas de la velocidad de la onda de choque de este resto de supernova han permitido estimar su edad, 1600 años, cifra que concuerda con dicho evento.
SNR G347.3-00.5 es consistente con una supernova de tipo II o Ib cuyo progenitor tenía una masa de 15 masas solares, siendo su distancia a la Tierra de 1000 - 1300 pársecs.
En todo caso, la identificación del resto de supernova asociado es hoy imposible a causa del gran número de candidatos y de la incertidumbre en la distancia a la que se encuentran. En cambio, la naturaleza de supernova de este acontecimiento parece establecida mucho más sólidamente.